# 北費爾奧克斯 (加利福尼亞州)
北費爾奧克斯（英語：North Fair Oaks）是位於美國加利福尼亞州聖馬刁縣的一個人口普查指定地區。

## 地理
北費爾奧克斯的座標為37°28′31″N 122°12′13″W / 37.47528°N 122.20361°W，而該地最高點為海拔高度8米（即26英尺）。

## 人口
根據2010年美國人口普查的數據，北費爾奧克斯的面積為3.109平方千米，均為陸地。當地共有人口14687人，而人口密度為每平方千米4,724人。